# Янко, Эва
Эва Янко (нем. Eva Janko; р.24 января 1945) урождённая Эггер (нем. Egger) — австрийская легкоатлетка, призёр Олимпийских игр. Её муж Херберт Янко был в 1966-1968 годах чемпионом Австрии по прыжкам в высоту, а сын Марк Янко стал известным футболистом.
Эва Янко родилась в 1945 году во Флойнге. В 1967 году она стала чемпионкой Австрии в легкоатлетическом пятиборье. В 1968 году она стала чемпионкой Австрии в толкании ядра и метании копья, а также приняла участие в Олимпийских играх в Мехико, где завоевала бронзовую медаль в метании копья. В 1970 году Эва Янко опять стала чемпионкой Австрии в метании копья. В 1972 году она стала чемпионкой Австрии в метании копья и легкоатлетическом пятиборье, а также приняла участие в Олимпийских играх в Мюнхене, но там в метании копья была лишь 6-й.
27 июля 1963 года Эва Янко установила в Инсбруке рекорд Австрии в метании копья, который держится до сих пор, метнув копьё на 61 м 80 см. В том же году она стала чемпионкой Австрии в эстафете 4×100 м. Она продолжала оставаться чемпионкой Австрии в метании копья вплоть по 1982 год.
В 1996 году Эва Янко получила почётный знак «За заслуги перед Австрийской Республикой».